# Pavel Prigozhin
Pavel Evgenevich Prigozhin (tiếng Nga: Павел Евгеньевич Пригожин, sinh ngày 18 tháng 6 năm 1998) là con trai của cố chỉ huy Tập đoàn Quân sự Wagner Yevgeny Prigozhin. Ngày 1 tháng 10 năm 2023, anh trở thành người đứng đầu của tập đoàn Wagner sau khi cha anh đã thiệt mạng trong vụ Tai nạn máy bay Tver cách đây không lâu.